# Short n' Sweet Tour
Lo Short n' Sweet Tour è il quinto tour musicale e il primo tour nelle arene della cantante statunitense Sabrina Carpenter, a supporto del suo sesto album in studio Short n' Sweet (2024).

## Antefatti e descrizione
Sabrina Carpenter ha rivelato la lista delle date nordamericane del tour il 20 giugno 2024, cui ha fatto seguito un mese più tardi l'annuncio della tappa europea. La data italiana presso il Forum di Assago è stata confermata una settimana dopo quelle della restante tappa europea, il 30 luglio, dopo aver anticipato l'annuncio attraverso un cartellone pubblicitario affisso in Piazzale Luigi Cadorna a Milano, mentre 2 dicembre sono state rivelate le date in Svizzera, Norvegia, Danimarca e Svezia. A febbraio 2025 vengono rivelate le date della seconda tappa nordamericana.

## Scaletta
1. Taste
2. Good Graces
3. Slim Pickins
4. Tornado Warnings
5. Lie to Girls / Decode
6. Bed Chem
7. Feather
8. Fast Times
9. Read Your Mind
10. Sharpest Tool / Opposite
11. Because I Liked a Boy
12. Coincidence
13. cover scelta via sorteggio sul palco attraverso il gioco della bottiglia
14. Nonsense
15. Dumb & Poetic
16. Juno
17. Please Please Please
18. Don't Smile

Encore
1. Espresso

### Variazioni
Dal 3 marzo 2025, Read Your Mind viene sostituita da Busy Woman.

### Canzoni a sorpresa
La seguente è la lista di canzoni sorteggiate durante il gioco della bottiglia, eseguite nelle varie date.

#### 2024
Columbus
- 23 settembre: Mamma Mia (ABBA)

Toronto
- 25 settembre: That Don’t Impress Me Much (Shania Twain)

Detroit
- 26 settembre: Kiss Me (Sixpence None the Richer)

New York City
- 29 settembre: Mamma Mia (ABBA)
- 30 settembre: Busy Woman (Sabrina Carpenter)

Hartford
- 2 ottobre: Kiss Me (Sixpence None the Richer)

Boston
- 3 ottobre: Mamma Mia (ABBA)

Baltimora
- 5 ottobre: Material Girl (Madonna)

Filadelfia
- 8 ottobre: Busy Woman

Montréal
- 11 ottobre: Kiss Me (Sixpence None the Richer)

Chicago
- 13 ottobre: Mamma Mia (ABBA)

Minneapolis
- 14 ottobre: Material Girl (Madonna)

Nashville
- 16 ottobre: 9 to 5 (Dolly Parton)

St. Louis
- 17 ottobre: Mamma Mia (ABBA)

Raleigh
- 19 ottobre: Material Girl (Madonna)

Charlottesville
- 20 ottobre: Kiss Me (Sixpence None the Richer)

Atlanta
- 22 ottobre: 9 to 5 (Dolly Parton)

Orlando
- 24 ottobre: Mamma Mia (ABBA)

Tampa
- 25 ottobre: Material Girl (Madonna)

Houston
- 27 ottobre: Busy Woman (Sabrina Carpenter)

Austin
- 28 ottobre: 9 to 5 (Dolly Parton)

Dallas
- 30 ottobre: Hopelessly Devoted to You (Olivia Newton-John)

Denver
- 1 novembre: Mamma Mia (ABBA)

Salt Lake City
- 2 novembre: Material Girl (Madonna)

Vancouver
- 4 novembre: Busy Woman

Seattle
- 6 novembre: Mamma Mia (ABBA)

Portland
- 7 novembre: 9 to 5 (Dolly Parton)

San Francisco
- 9 novembre: Kiss Me (Sixpence None the Richer)

San Diego
- 10 novembre: Material Girl (Madonna)

Phoenix
- 13 novembre: 9 to 5 (Dolly Parton)

Los Angeles
- 15 novembre: Ain't No Other Man / What a Girl Wants (di e con Christina Aguilera)

Inglewood
- 17 novembre: Mamma Mia (ABBA)
- 18 novembre: Super Freak (Rick James)

#### 2025
Dublino
- 3 marzo: 15 Minutes
- 4 marzo: Bad Reviews

Birmingham
- 6 marzo: Mamma Mia (ABBA)

Londra
- 8 marzo: Couldn’t Make It Any Harder
- 9 marzo: Come On Eileen (Dexys Midnight Runners)

Glasgow
- 11 marzo: Bad Reviews

Manchester
- 13 marzo: Mamma Mia (ABBA)
- 14 marzo: 15 Minutes

Parigi
- 16 marzo: Paris
- 17 marzo: Lady Marmalade (Christina Aguilera, Mýa, Lil’ Kim, P!NK)

Berlino
- 19 marzo: Mamma Mia (ABBA)

Bruxelles
- 22 marzo: Couldn’t Make It Any Harder

Amsterdam
- 23 marzo: 15 Minutes

Milano
- 26 marzo: Mamma Mia (ABBA)

Zurigo
- 27 marzo: Bad Reviews

Oslo
- 30 marzo: Material Girl (Madonna)

Copenaghen
- 31 marzo: Couldn’t Make It Any Harder
- 01 aprile: 15 Minutes

Stoccolma
- 03 aprile: Mamma Mia (ABBA)
- 04 aprile: Lay All Your Love on Me (ABBA)

## Date del tour
| Data              | Città           | Stato        | Luogo                    | Artisti d'apertura     |
| Nord America      | Nord America    | Nord America | Nord America             | Nord America           |
| ----------------- | --------------- | ------------ | ------------------------ | ---------------------- |
| 23 settembre 2024 | Columbus        | Stati Uniti  | Nationwide Arena         | Amaarae                |
| 25 settembre 2024 | Toronto         | Canada       | Scotiabank Arena         | Amaarae                |
| 26 settembre 2024 | Detroit         | Stati Uniti  | Little Caesars Arena     | Amaarae                |
| 29 settembre 2024 | New York City   | Stati Uniti  | Madison Square Garden    | Amaarae                |
| 30 settembre 2024 | New York City   | Stati Uniti  | Barclays Center          | Amaarae                |
| 2 ottobre 2024    | Hartford        | Stati Uniti  | XL Center                | Amaarae                |
| 3 ottobre 2024    | Boston          | Stati Uniti  | TD Garden                | Amaarae                |
| 5 ottobre 2024    | Baltimora       | Stati Uniti  | CFG Bank Arena           | Amaarae                |
| 8 ottobre 2024    | Filadelfia      | Stati Uniti  | Wells Fargo Center       | Amaarae                |
| 11 ottobre 2024   | Montréal        | Canada       | Bell Centre              | Amaarae                |
| 13 ottobre 2024   | Chicago         | Stati Uniti  | United Center            | Amaarae                |
| 14 ottobre 2024   | Minneapolis     | Stati Uniti  | Target Center            | Amaarae                |
| 16 ottobre 2024   | Nashville       | Stati Uniti  | Bridgestone Arena        | Griff                  |
| 17 ottobre 2024   | St. Louis       | Stati Uniti  | Chaifetz Arena           | Griff                  |
| 19 ottobre 2024   | Raleigh         | Stati Uniti  | PNC Arena                | Griff                  |
| 20 ottobre 2024   | Charlottesville | Stati Uniti  | John Paul Jones Arena    | Griff                  |
| 22 ottobre 2024   | Atlanta         | Stati Uniti  | State Farm Arena         | Griff                  |
| 24 ottobre 2024   | Orlando         | Stati Uniti  | Kia Center               | Griff                  |
| 25 ottobre 2024   | Tampa           | Stati Uniti  | Amalie Arena             | Griff                  |
| 27 ottobre 2024   | Houston         | Stati Uniti  | Toyota Center            | Griff                  |
| 28 ottobre 2024   | Austin          | Stati Uniti  | Moody Center             | Griff                  |
| 30 ottobre 2024   | Dallas          | Stati Uniti  | American Airlines Center | Griff                  |
| 1º novembre 2024  | Denver          | Stati Uniti  | Ball Arena               | Declan McKenna         |
| 2 novembre 2024   | Salt Lake City  | Stati Uniti  | Delta Center             | Declan McKenna         |
| 4 novembre 2024   | Vancouver       | Canada       | Pacific Coliseum         | Declan McKenna         |
| 6 novembre 2024   | Seattle         | Stati Uniti  | Climate Pledge Arena     | Declan McKenna         |
| 7 novembre 2024   | Portland        | Stati Uniti  | Moda Center              | Declan McKenna         |
| 9 novembre 2024   | San Francisco   | Stati Uniti  | Chase Center             | Declan McKenna         |
| 10 novembre 2024  | San Diego       | Stati Uniti  | Pechanga Arena           | Declan McKenna         |
| 13 novembre 2024  | Phoenix         | Stati Uniti  | Footprint Center         | Declan McKenna         |
| 15 novembre 2024  | Los Angeles     | Stati Uniti  | Crypto.com Arena         | Declan McKenna         |
| 17 novembre 2024  | Inglewood       | Stati Uniti  | Kia Forum                | Declan McKenna         |
| 18 novembre 2024  | Inglewood       | Stati Uniti  | Kia Forum                | Declan McKenna         |
| Europa            |                 |              |                          |                        |
| 3 marzo 2025      | Dublino         | Irlanda      | 3Arena                   | Rachel Chinouriri      |
| 4 marzo 2025      | Dublino         | Irlanda      | 3Arena                   | Rachel Chinouriri      |
| 6 marzo 2025      | Birmingham      | Regno Unito  | Utilita Arena            | Rachel Chinouriri      |
| 8 marzo 2025      | Londra          | Regno Unito  | The O2 Arena             | Rachel Chinouriri      |
| 9 marzo 2025      | Londra          | Regno Unito  | The O2 Arena             | Rachel Chinouriri      |
| 11 marzo 2025     | Glasgow         | Regno Unito  | OVO Hydro                | Rachel Chinouriri      |
| 13 marzo 2025     | Manchester      | Regno Unito  | Co-op Live               | Rachel Chinouriri      |
| 14 marzo 2025     | Manchester      | Regno Unito  | Co-op Live               | Rachel Chinouriri      |
| 16 marzo 2025     | Parigi          | Francia      | Accor Arena              | Rachel Chinouriri      |
| 17 marzo 2025     | Parigi          | Francia      | Accor Arena              | Rachel Chinouriri      |
| 19 marzo 2025     | Berlino         | Germania     | Uber Arena               | Rachel Chinouriri      |
| 22 marzo 2025     | Bruxelles       | Belgio       | ING Arena                | Rachel Chinouriri      |
| 23 marzo 2025     | Amsterdam       | Paesi Bassi  | Ziggo Dome               | Rachel Chinouriri      |
| 26 marzo 2025     | Milano          | Italia       | Unipol Forum             | Rachel Chinouriri      |
| 27 marzo 2025     | Zurigo          | Svizzera     | Hallenstadion            | Rachel Chinouriri      |
| 30 marzo 2025     | Bærum           | Norvegia     | Unity Arena              | Rachel Chinouriri      |
| 31 marzo 2025     | Copenaghen      | Danimarca    | Royal Arena              | Rachel Chinouriri      |
| 1º aprile 2025    | Copenaghen      | Danimarca    | Royal Arena              | Rachel Chinouriri      |
| 3 aprile 2025     | Stoccolma       | Svezia       | Avicii Arena             | Rachel Chinouriri      |
| 4 aprile 2025     | Stoccolma       | Svezia       | Avicii Arena             | Rachel Chinouriri      |
| Nord America      |                 |              |                          |                        |
| 23 ottobre 2025   | Pittsburgh      | Stati Uniti  | PPG Paints Arena         | Olivia Dean Amber Mark |
| 24 ottobre 2025   | Pittsburgh      | Stati Uniti  | PPG Paints Arena         | Olivia Dean Amber Mark |
| 26 ottobre 2025   | New York        | Stati Uniti  | Madison Square Garden    | Olivia Dean Amber Mark |
| 28 ottobre 2025   | New York        | Stati Uniti  | Madison Square Garden    | Olivia Dean Amber Mark |
| 29 ottobre 2025   | New York        | Stati Uniti  | Madison Square Garden    | Olivia Dean Amber Mark |
| 31 ottobre 2025   | New York        | Stati Uniti  | Madison Square Garden    | Olivia Dean Amber Mark |
| 1º novembre 2025  | New York        | Stati Uniti  | Madison Square Garden    | Olivia Dean Amber Mark |
| 4 novembre 2025   | Nashville       | Stati Uniti  | Bridgestone Arena        | Olivia Dean Amber Mark |
| 5 novembre 2025   | Nashville       | Stati Uniti  | Bridgestone Arena        | Olivia Dean Amber Mark |
| 10 novembre 2025  | Toronto         | Canada       | Scotiabank Arena         | Ravyn Lenae Amber Mark |
| 11 novembre 2025  | Toronto         | Canada       | Scotiabank Arena         | Ravyn Lenae Amber Mark |
| 16 novembre 2025  | Los Angeles     | Stati Uniti  | Crypto.com Arena         | Ravyn Lenae Amber Mark |
| 17 novembre 2025  | Los Angeles     | Stati Uniti  | Crypto.com Arena         | Ravyn Lenae Amber Mark |
| 19 novembre 2025  | Los Angeles     | Stati Uniti  | Crypto.com Arena         | Ravyn Lenae Amber Mark |
| 20 novembre 2025  | Los Angeles     | Stati Uniti  | Crypto.com Arena         | Ravyn Lenae Amber Mark |
| 22 novembre 2025  | Los Angeles     | Stati Uniti  | Crypto.com Arena         | Ravyn Lenae Amber Mark |
| 23 novembre 2025  | Los Angeles     | Stati Uniti  | Crypto.com Arena         | Ravyn Lenae Amber Mark |

### Altri eventi
| Data            | Città      | Stato       | Luogo                    | Festival                  |
| Europa          | Europa     | Europa      | Europa                   | Europa                    |
| --------------- | ---------- | ----------- | ------------------------ | ------------------------- |
| 6 giugno 2025   | Barcellona | Spagna      | Parc del Fòrum           | Primavera Sound Barcelona |
| 5 luglio 2025   | Londra     | Regno Unito | Hyde Park                | BST Hyde Park             |
| 6 luglio 2025   | Londra     | Regno Unito | Hyde Park                | BST Hyde Park             |
| Nord America    |            |             |                          |                           |
| 3 agosto 2025   | Chicago    | Stati Uniti | Grant Park               | Lollapalooza Chicago      |
| 4 ottobre 2025  | Austin     | Stati Uniti | Zilker Metropolitan Park | Austin City Limits        |
| 11 ottobre 2025 | Austin     | Stati Uniti | Zilker Metropolitan Park | Austin City Limits        |